# Life Will Kill You
Life Will Kill You è il settimo album in studio del gruppo rap metal svedese Clawfinger, pubblicato nel 2007.

## Tracce
1. The Price We Pay – 3:34
2. Life Will Kill You – 3:34
3. Prisoners – 3:52
4. Final Stand – 4:39
5. None the Wiser – 4:38
6. Little Baby – 3:46
7. The Cure & The Poison – 5:53
8. Where Can We Go from Here? – 4:05
9. It's Your Life – 3:28
10. Falling – 3:39
11. Carnivore – 3:13
12. Dying to Know (Bonus Track) – 3:33
13. Picture Perfect Skies (Bonus Track) – 3:35